# Inmigración japonesa en México
La inmigración japonesa a México es el resultado de las corrientes de emigrantes japoneses a Norteamérica, la mayoría de los inmigrantes japoneses procedían de Hokkaido, Okinawa, Miyagi, Hiroshima, Aichi, y Fukuoka que se datan desde 1897, y que se pueden agrupar en tres flujos principales, identificables entre 1887-1945, y entre ésta de 1905 a 1910, otra entre 1952-1970 y otra desde 1994 al presente, promovidas principalmente por las actividades industriales de empresas japonesas en México.

## Historia

### Inicios
A pesar de que existen testimonios de que hubo presencia japonesa en México durante la colonia, oficialmente los primeros inmigrantes japoneses llegaron a Acacoyagua, Chiapas, México, en 1887. México fue el primer país latinoamericano al que llegaron y en tres meses se enfrentaron a  adversidades que hicieron fracasar su principal objetivo que fue el cultivo del café. Y también comenzaron a cultivar camotes en la costa.
Los japoneses llegaron principalmente tras de la Segunda Guerra Mundial al suelo mexicano. Muchos de los integrantes de dicha comunidad se dedican a la empresa privada, manteniendo importantes negocios en territorio mexicano. Así mismo, algunos mexicanos de origen japonés han destacado dentro de la marina, de universidades y actividades deportivas, comerciales y culturales. Una de las colonias japonesas de México, es la Colonia Enomoto ubicada en el estado de Chiapas. Los principales asentamientos japoneses están en Monterrey, Puebla, Culiacán Rosales, Morelia, Ciudad del Carmen, San Luis Potosí, Cuernavaca, Aguascalientes, Ciudad de México, Tijuana, Ensenada, La Paz, Guadalajara, Mazatlán, Rosarito, Apodaca, San Pedro Garza García, Heroica Matamoros, Navojoa, Puerto Vallarta, Zapopan, Querétaro, Tlaxcala, Toluca, Tapachula, Cancún, Mexicali, Mérida, Cozumel, Zacatecas, Tuxtla Gutiérrez, Taxco de Alarcón, Valle de Bravo, Ixtapa-Zihuatanejo, Acapulco, San Cristóbal de las Casas, Tenancingo de Degollado, Tepatitlán de Morelos, Ameca y Acacoyagua (donde se fundó la primera colonia japonesa en el país en el año de 1887).
Hoy en día en la Zona Metropolitana de la Ciudad de México en las colonias de Tacuba, Tacubaya, Tlalpan, Contreras, Algarín, Colonia Condesa, Colonia del Valle, Santa Fe, San Ángel, Pedregal, Coyoacán, Polanco, Xochimilco, Interlomas, Ciudad Satélite, Lomas Verdes, Colonia Roma, Viveros de la Loma, Atizapán de Zaragoza, Cuautitlán Izcalli y Nueva Santa María la comunidad de japoneses levantó no solo sus escuelas sino pudo reconstruir poco a poco, a base de mucho esfuerzo, el prestigio con el que cuenta la comunidad japonesa hoy en día.
En el 10 de mayo de 1887, llegó el primer grupo de inmigrantes japoneses formado por 35 personas que fundaron la Colonia Enomoto establecida en Acacoyagua, en la región de Soconusco, Chiapas; fue la primera migración de japoneses hacia América Latina. Este primer intento migratorio, no tuvo el éxito esperado, pero fijó la base para las nueva oleada de inmigrantes japoneses hacia los países de Sudamérica. El grupo viajó a bordo del navío inglés Garlick, desembarcando en el puerto de San Benito en Tapachula, Chiapas.

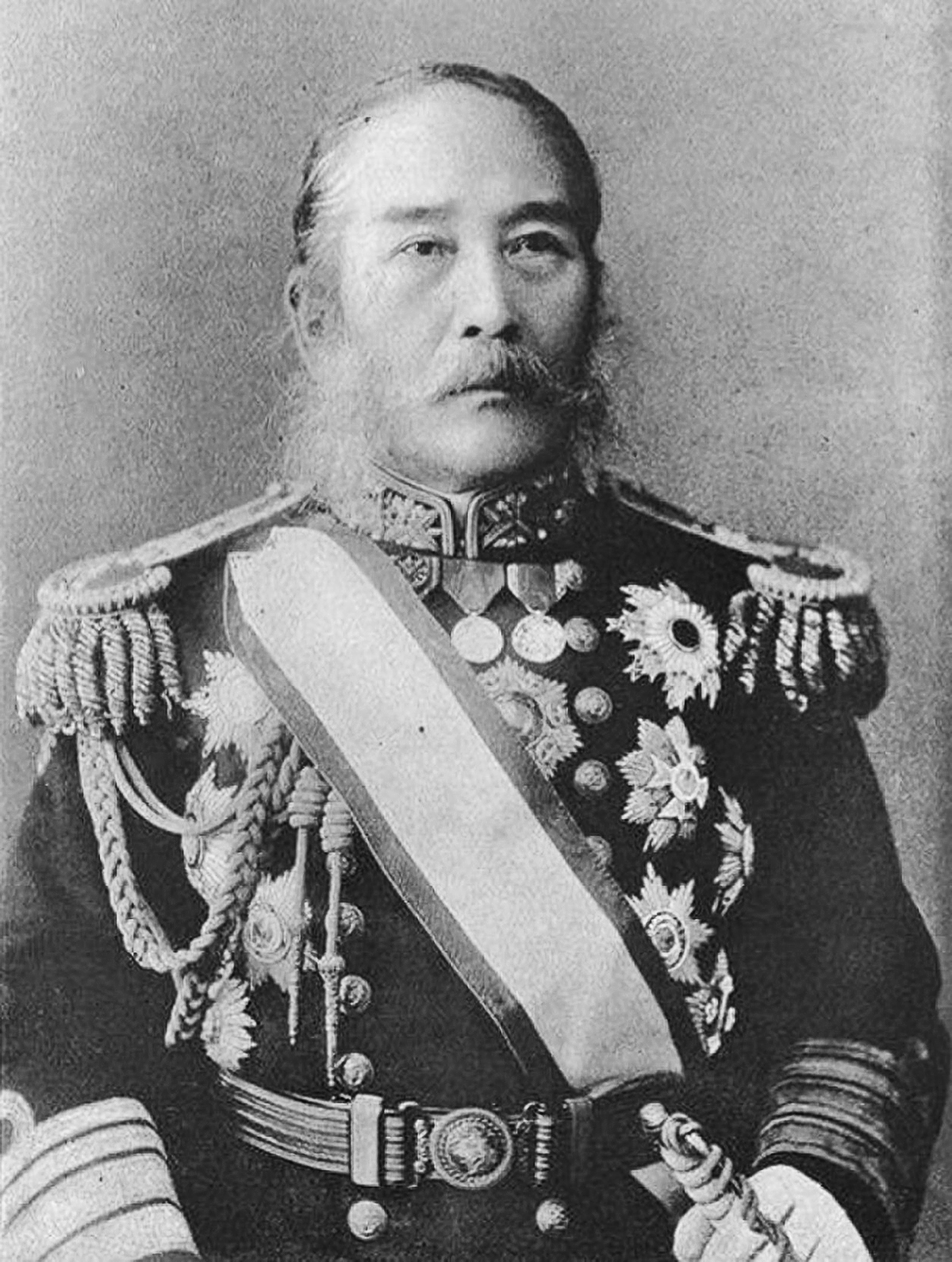
Enomoto Takeaki, fundador de la primera colonia japonesa en América Latina.

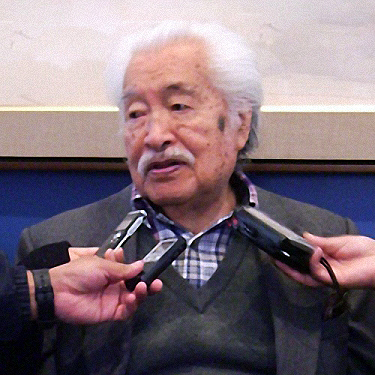
Luis Nishizawa, pintor mexicano de ascendencia japonesa.

Enomoto Takeaki intentó extenderse al sur de México, para iniciar el primer proyecto migratorio de japoneses en el Continente Americano, la vida fue difícil para aquellos primeros colonos, intentaron imitar la experiencia de los inmigrantes alemanes y franceses en el Sureste de México bajo apoyo del gobierno de Porfirio Díaz.
En octubre de 1891 se formó el primer consulado del Japón en México, y el Secretario Toshiro Fujita con otros miembros como Mosuke Morio, Ryukichi Enomoto, realizan un viaje de reconocimiento e investigación de la zona costera del Pacífico durante 173 días.
En junio de 1896, el Vizconde Enomoto Takeaki pidió al cónsul Yoshibumi Murota a través del Ministro de Asuntos Extranjeros a cargo de Kinmochi Saionji, que facilitaran los vínculos para comprar una porción de tierra para cultivo. El cónsul Yoshibumi Murota en representación del Vizconde Enomoto Takeaki negoció con el gobierno de Díaz un acuerdo para comprar 65 000 hectáreas a un plazo de 15 años, firmando finalmente el contrato el 29 de enero de 1898.
En 1899 se inicia el cultivo del café, pero no solo desconocían cómo cultivarlo, sino que nunca habían visto un cafeto. Intentaron sembrar en una región húmeda cerca del río, pero no lograron obtener ninguna cosecha. Empezaron a padecer malaria, fiebre amarilla, y algunos colonos llegaron a perder la vida. La falta de recursos económicos fue otro factor que dificultó el proyecto.
En ese estado de gravedad, 18 hombres deciden ir en busca de auxilio y, después de una larga caminata a través de las selvas tropicales, llegan finalmente a la capital, solicitando ayuda al ministro (ya existía una Legación entonces). El ministro Murota, alarmado por la situación se comunica inmediatamente por vía telegráfica al Japón, retornando el grupo acompañado por un representante de la Legación. Posteriormente, el ministro se dirige personalmente hacia Chiapas para conocer e investigar aquella región.
En 1901, Fujino envió a Sutezo Misumi como su representante, con la finalidad de investigar la posibilidad de recuperar los restos de la Colonia; Misumi se preocupa principalmente por la falta de higiene en la región y de la colonia, por lo que contrata a un médico amigo y paisano, Tsuneki Horita. Al año siguiente (1902) Fujino lo envía a la colonia acompañado de Tsunematsu Fuse como gerente para que se dedicara a la reformación de dicha área. Siendo así el inicio de la segundo colonia Enmoto, llamado también los Inmigrantes Fujino.
Los sucesores de la Colonia Enomoto que subsisten hoy día, son en su mayoría provenientes de este segundo grupo de colonos, quienes llegaron a México gracias al Ingeniero Agrónomo egresado de la Universidad de Komaba, Tsunematsu Fuse, gran cristiano y discípulo de Kanzo Uchimura.

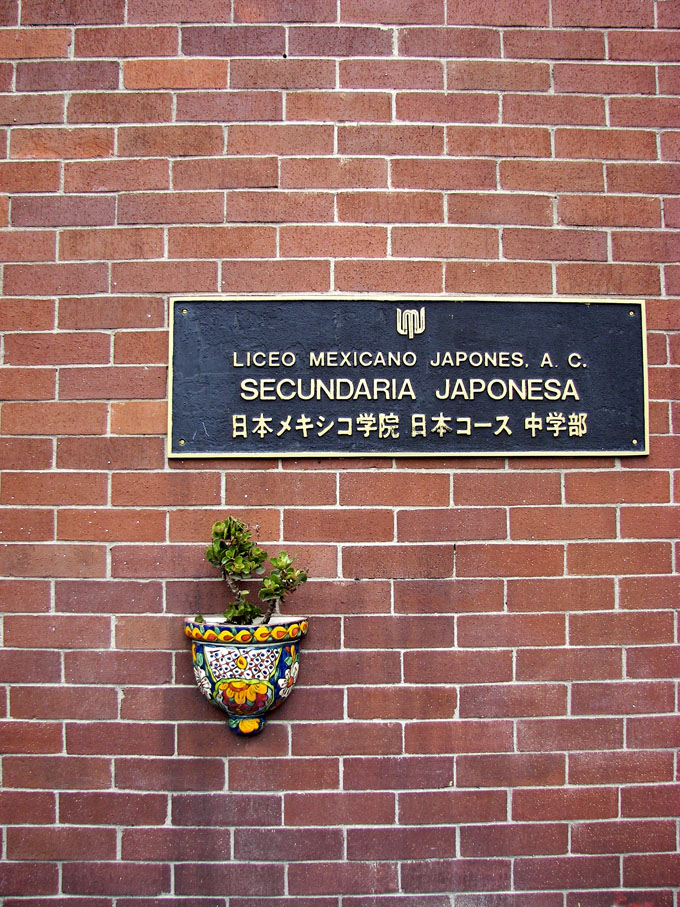
La escuela secundaria de la sección japonesa, en Ciudad de México.

### Segunda oleada
El Dr. Horita regresó al Japón en 1904 y en 1906 volvió a México, ya casado, y acompañado del farmacéutico Naraki. Este por su parte, fue el precursor de los múltiples farmacéuticos de origen japonés. Después de 3 años sale a Alemania y no se supo más de él.
Entre los 6 inmigrantes particulares de los primeros colonos se encontraban Renzi Ota, Médico Veterinario, que conocía la medicina humana a fondo, quién obtuvo  la confianza y simpatía de todos ellos, pero en 1921 se contagió de fiebre amarilla y falleció; su funeral fue tan ostentoso que aún ahora se comenta; la calle donde vivía lleva su nombre: avenida Dr. Ota.
El segundo grupo colonizador carecía de fondos desde un principio, tanto que tuvieron que suspender el envío de nuevos inmigrantes. Imposibilitados a continuar pagando la deuda anual, decidieron quedarse con el lote correspondiente al pago inicial equivalente al de 3 años, que eran aproximadamente 13 000 hectáreas y el derecho sobrante lo dividieron entre el diputado Castillo y el embajador Walheim.
Con esto, el área correspondiente a la primera Colonia Enomoto fue dividida verticalmente en tres partes, quedando solamente la porción central, menor a la tercera parte de lo que poseían.
Ya para 1910, esta segunda Colonia logró cultivar, en una pequeña área de 400 hectáreas, caucho y café, además de criar ganado. En esa forma muchos japoneses de diversos lugares se reúnen en este lugar con nuevas esperanzas; desgraciadamente, en esta época trascendental muere Tatsujiro Fujino.

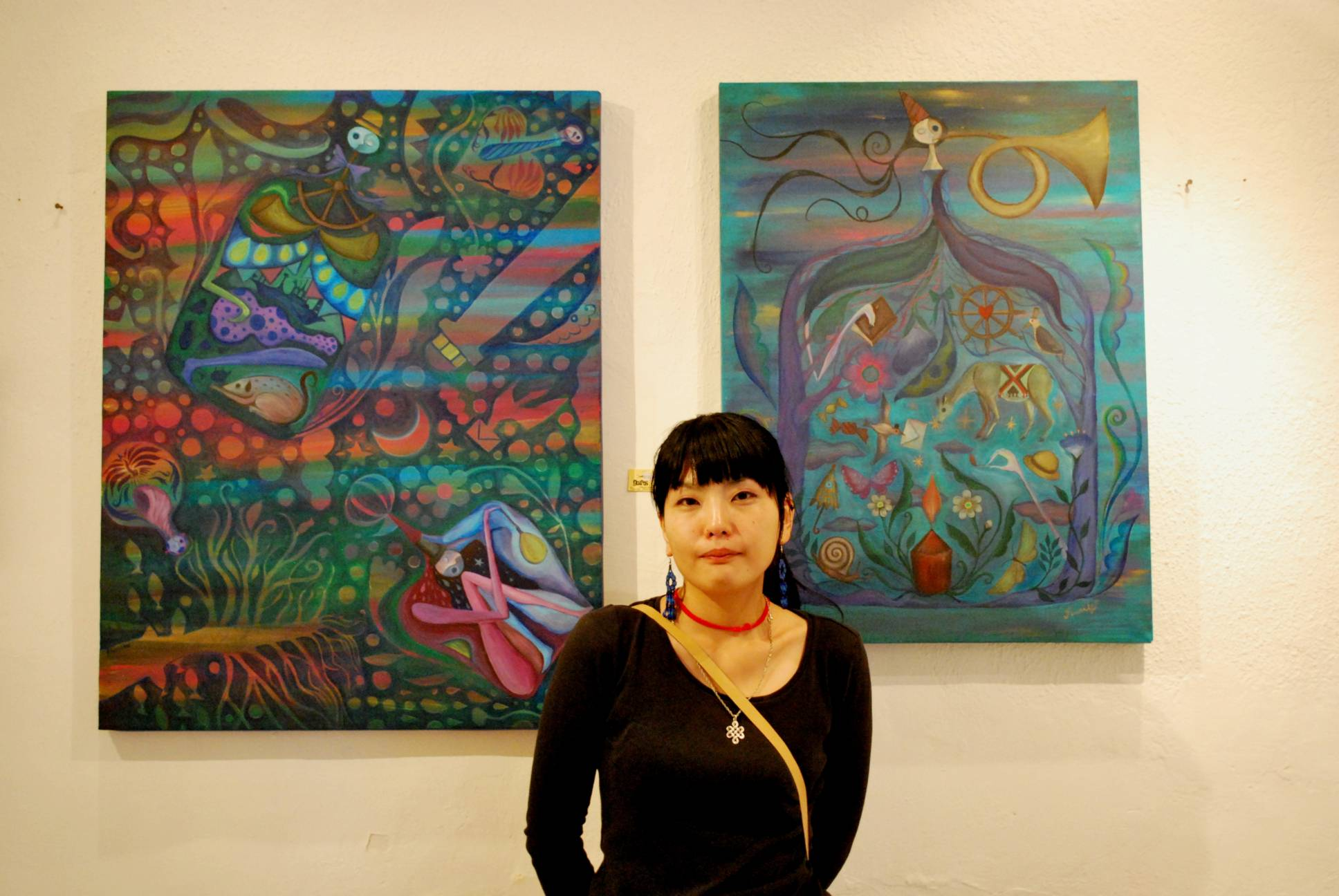
La artista japonesa Fumiko Nakashima presentándose en Garros Galería (ca, en) de la Ciudad de México.

### Actualidad
Hoy en día la inmigración japonesa es tan importante como en Perú o Brasil, ya que muchas empresas de origen japonés han encontrado en México una base desde donde impulsarse al mercado y llevar sus productos a América Central, Suramérica e inclusive el resto del mundo, fomentando el uso de estrategias de bajos costes, y en algunos casos aprovechando las ventajas tributarias como la reducción de costos en cuanto a manufactura total por una mano de obra de bajo coste y condiciones laborales más flexibles.

## Flujos migratorios
| 1895 | 27   |
| 1900 | 41   |
| 1910 | 2205 |
| 1921 | 1823 |
| 1930 | 4310 |
| 1940 | 1550 |
| 1950 | 1550 |
| 1960 | 2205 |
| 1970 | 1841 |
| 1980 | 2939 |
| 1990 | 2397 |
| 2000 | 2936 |
| 2010 | 3006 |
| 2015 | 3808 |
| 2017 | 3065 |
| 2019 | 3926 |
| 2020 | 5539 |

Los flujos inmigratorios están desde su inicio al alza, salvo en dos periodos considerables (Segunda Guerra Mundial y la década de 1990); ahora más dada la grande y creciente presencia de empresas multinacionales japonesas, que promueven la emigración de sus técnicos y especialistas para la capacitación de los obreros y especialistas locales en las plantas de producción de marcas como Nissan, Calsonic, Panasonic, Sony, y otras plantas de bienes de consumo de origen japonés que tienen su sede en territorio mexicano.

## Educación
El Liceo Mexicano Japonés es un colegio japonés internacional ubicado en la Ciudad de México.
La Escuela Japonesa de Aguascalientes (アグアスカリエンテス日本人学校 Aguasukarientesu Nihonjin Gakkō), un otro colegio japonés internacional, se ubicado en Aguascalientes, Aguascalientes. En 2013 tenía 59 estudiantes de la escuela primaria y 13 estudiantes de la escuela media.
Las escuelas japonesas a tiempo parcial (補習授業校 Hoshū jugyō kō) son el Colegio Japonés de Guadalajara A.C. en Zapopan, Jalisco y la Asociación Regiomontana de Lengua Japonesa A.C. (モンテレー補習授業校 Monterē Hoshū Jugyō Kō), en San Pedro Garza García, Nuevo León.

## Relaciones diplomáticas de Japón en México

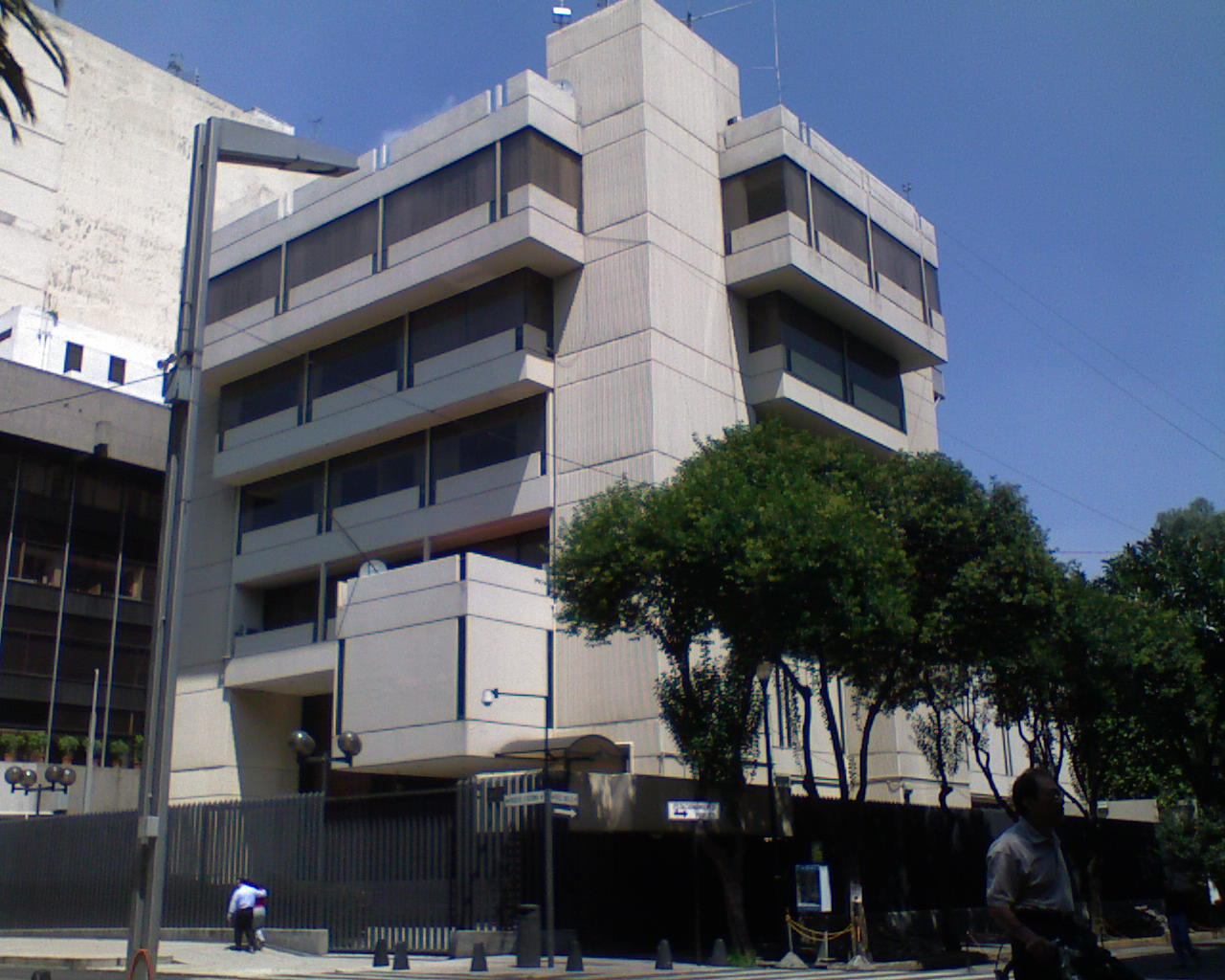
Antigua Embajada de Japón en la Ciudad de México.

La embajada del Japón en México no solo se encarga de proteger a los ciudadanos japoneses que residen en el país de manera temporal o definitiva; también, a través de varias organizaciones civiles se ha solidarizado con programas sociales, culturales y comerciales.
- Embajada de Japón en México, Ciudad de México.
- Consulado-General en León, Guanajuato.

## Japoneses notables residentes en México
- Joshua Okamoto, actor

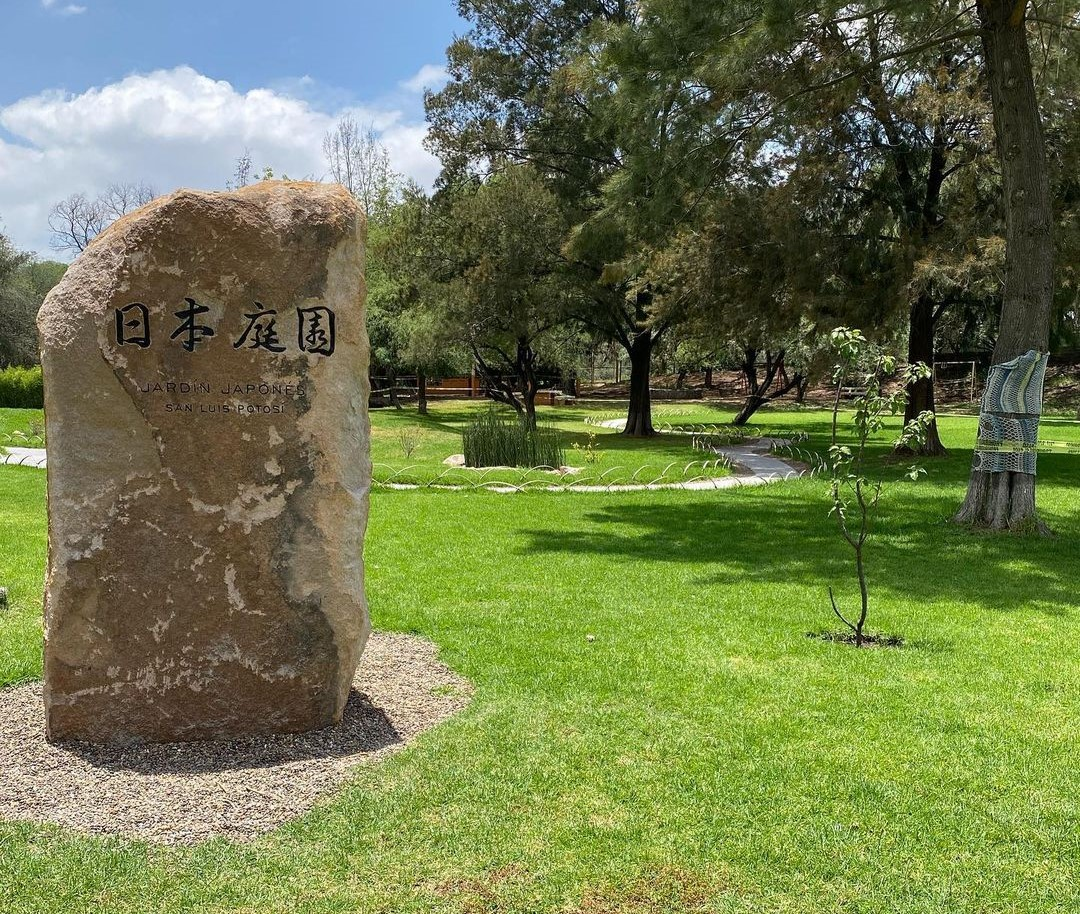
El Jardín Japonés del Parque Tangamanga I en San Luis Potosí, SLP, es el jardín japonés más grande de México, y el segundo en Latinoamérica.

- Anna Iriyama, idol, cantante y actriz.
- Yuriko Kuronuma, violinista.
- Tomomi Kamata, camarógrafo de cine.
- Michiko Tanaka, investigadora.
- Yasuaki Yamashita, sobreviviente de bomba atómica de Nagasaki.
- Kiso Tsuru, médico y filántropo.
- Eiki Ito, pintor.
- Midori Suzuki, pintora.
- Kiyoto Ota, escultor.
- Hiroyuki Okumura, escultor.
- Shino Watabe, pintora.
- Miho Hagino, artista visual.
- Hiromi Hayakawa, actriz, cantante y actriz de doblaje y teatro.
- Harumi Nishizawa, actriz de doblaje y teatro e instructora de doblaje.
- Takefumi Yamashita empresario y presidente de Anime Onegai
- Seki Sano, actor, director de teatro y coreógrafo (fallecido).
- Fumiko Nakashima, artista.
- Kingo Nonaka, médico.
- Shinzaburo Takeda, pintor.
- Tamiji Kitagawa, pintor.
- Yoshigei Nakatami, comerciante.
- Takeshy Tominaga, comunicólogo.

## Mexicanos notables del origen japonés
- Kavka Shishido, cantante y idol
- Alejandro Durán, actor
- Hiromi Kamata, cineasta
- Noriteru Jaime Fukushima, embajador de Japón en México
- Kenyi Adachi, futbolista.
- Pedro Kumamoto, político.
- Luis Nishizawa, pintor.
- Irene Akiko Iida, actriz y productora de teatro.
- Pablo Larios, futbolista.
- Sachi Tamashiro, actriz.
- Kenya Mori, actriz.
- Alejandro Higashi, filólogo, catedrático e investigador.
- Yoshio, cantante y compositor.
- Carlos Nakatani, pintor, escultor, cineasta y escritor.
- Gabriel Cobayassi, actor de doblaje.
- Noé Murayama, actor.
- Gilberto Hirata Chico, político.
- Alejandro Honda, artista plástico.
- Jesús Kumate Rodríguez, médico.
- Carlos Kasuga, empresario.
- José Ernesto Matsumoto, empresario.
- Carlos Ashida, curador e historiador de arte.
- Alfonso Muray, arquitecto y paisajista.
- Roberto Shimizu, director de Museo Juguete Antiguo México.
- Taro Zorrilla (JP), arquitecto y videasta documental
- Noriko, actriz de doblaje.
- Manuel Miyamoto Tobisawa, médico cardiólogo radicado en Sinaloa.
- María Elena Ota Mishima, historiadora y autora del libro Siete migraciones japonesas a México.
- Benito Yamazaki Endo
- Úrsula Murayama, actriz y empresaria.
- Ayako Tsuru, pintora.
- Yoko Sugiura, arqueóloga y antropóloga.
- Taeko Nomiya, fotógrafa.
- Jaruko Hisijara, pintora y educadora.
- Josué R. Hisijara, agrónomo y educador, llevan su nombre escuelas de San Luis, Potosí.
- Rafael Sokei,Ingeniero y Luchador Profesional, Integrador de la primera Red Hibrida en el INCAN.